# Typ I (HADAG)
Der Typ I ist eine Klasse von Personenfähren der HADAG Seetouristik und Fährdienst AG, bestehend aus den beiden Einheiten Finkenwerder und Altona. Die beiden Schiffe verkehren als Hafenfähren auf Linien innerhalb des Hamburger Verkehrsverbundes (HVV) im Hamburger Hafen und auf der Elbe. Sie wurden nach Hamburger Stadtteilen benannt.

## Allgemeines
Die beiden Schiffe wurden in den Jahren 1988 und 1989 auf der Heinrich-Grube-Werft auf Hamburg-Ochsenwerder gebaut. Sie wurden nach den Hamburger Stadtteilen Finkenwerder und Altona benannt. Die Finkenwerder ist das zuerst gebaute Schiff, in Dienst gestellt wurden beide 1989.
Sie waren die ersten von zunächst sechs neu gebauten Ein-Mann-Schiffen, die mit nur einem Schiffsführer besetzt werden und auf dem Tiefpunkt des Hafenverkehrs in Hamburg ihren Dienst aufnahmen. Die Neubauten lösten die in den 1950er und 1960er Jahren gebauten Typschiffe der HADAG ab.
Die Finkenwerder und Altona tragen jeweils als drittes Schiff der HADAG diese Namen. Von 1936 bis 1943 fuhr erstmals ein Motorschiff unter dem Namen Finkenwärder. Das Schiff sank während des Zweiten Weltkriegs im Juli 1943 nach einem Bombentreffer; sie wurde 1947 gehoben und verkauft. Die zweite Finkenwerder war das erste Fährschiff Typ III. Es wurde 1952 in Dienst gestellt und 1975 verkauft. Die erste Altona war ein im Jahr 1885 gebautes Dampfschiff, das 1889 von der HADAG gekauft und bis 1918 eingesetzt wurde. Die zweite Altona war ein Fährschiff Typ III b mit dieselelektrischem Antrieb, das 1953 vom Stapel lief und 1979 an die Förde-Reederei in Flensburg verchartert wurde.
Beide Einmannschiffe bildeten zusammen mit der Blankenese und Neuenfelde vom Typ II eine Bauserie. Die Fähren erhielten in der ersten Hälfte der 2000er Jahre unterschiedliche Totalumbauten, sodass jeweils zwei baugleiche Paare entstanden. Die Finkenwerder und Altona wurden im Jahr 2000 umgebaut, um möglichst viel Platz für den Fahrradtransport zu erhalten und die Ausstattung an den Standard der Fähren des Typs 2000 anzupassen.

## Technische Daten
Die Finkenwerder ist 25,45 Meter lang, 6,44 Meter breit und kann 165 Fahrgäste befördern. Die Altona kann bei einer Länge von 25,44 Metern und Breite von 6,45 Metern bis zu 185 Personen befördern. Beide Schiffe haben einen Tiefgang von 1,9 Meter.
Die Schiffe sind mit einem Schiffsdieselmotor mit einer Leistung von 585 Kilowatt ausgerüstet. Der Motor treibt über ein Getriebe eine Lips-Düse, die nach dem Prinzip einer Kortdüse funktioniert, an. Die Lips-Düse, deren Einsatz zu einer Energieeinsparung von 16,9 % führte, wurden im Jahr 2000 nachgerüstet. Mit dem Schiffsantrieb wird eine Geschwindigkeit von 11 Knoten erreicht.
Die Finkenwerder und Altona sind bis zur Scheuerleiste grün und darüber weiß gestrichen. Sie tragen keine Werbung. Die Schiffe haben ein freies Haupt- und Oberdeck sowie einen geschlossenen Fahrgastraum auf dem Vorschiff. Mittschiffs befindet sich das Ruderhaus, dahinter der Zustiegsbereich. Die Finkenwerder hat für den Ein- und Ausstieg hydraulisch bewegte Rampen an Backbord und Steuerbord, bei der Altona fehlen diese.
Beide Schiffe hatten bis zu dem Umbau im Jahr 2000 auf dem Hauptdeck einen geschlossenen Fahrgastraum mit einem kleinen Freideck am Heck. Die Altona hatte auf dem Fahrgastraum ein freies Oberdeck. Die Finkenwerder hatte als einziges Schiff der Bauserie kein Oberdeck. Der Fahrgastraum wurde beim Umbau entfernt, sodass ein großes Freideck entstand, über dem wiederum ein freies Oberdeck montiert wurde. Die Schiffe waren ursprünglich ganz in Weiß gestrichen und hatten eine grüne Scheuerleiste.
Die automatischen Rampen für den Ein- und Ausstieg auf der Finkenwerder wurden im Jahr 1994 nachgerüstet. 1996 wurden beide Schiffe mit Fahrkartenautomaten und 2003 mit elektronischen Fahrzielanzeigern  ausgestattet. Im Jahr 2005 wurde ein Elna FIS-Fluss-Informations-System nachgerüstet. Das neue Navigationssystem besteht aus einem Elna-Flussradar 4007/9TFT und einem Inland-ECDIS-Radar Pilot 720. Es vereint das Radarbild und den Wendeanzeiger und stellt die eigene Position, die anderer Fahrzeuge mit Richtung und Geschwindigkeit, sowie stehende Hindernisse DGPS-unterstützt auf einer elektronischen Elbkarte metergenau dar. Die Investitionskosten für das System betrugen pro Schiff etwa 35.000 Euro.

## Fährdienst
Die Finkenwerder verkehrte (bis zu ihrer Havarie 2019, siehe unten) hauptsächlich auf der Fährlinie 64 Finkenwerder – Teufelsbrück. Die Altona ist das Stammschiff auf der Hamburg-Blankenese-Este-Linie (HBEL) von Blankenese über Neuenfelde nach Cranz. Auf diesen Linien wurden beide Schiffe eingesetzt, weil dort häufig besonders viele Fahrräder transportiert werden müssen.
Die Altona löste im Jahr 2001 die Nienstedten auf der HBEL ab. An den Fähranlegern in Cranz und Neuenfelde sind keine Pontons vorhanden, sondern Treppen und Plattformen auf verschiedenen Höhen. Deshalb fehlen bei der Altona die automatischen Rampen für den Ein- und Ausstieg.

## Havarie 2019

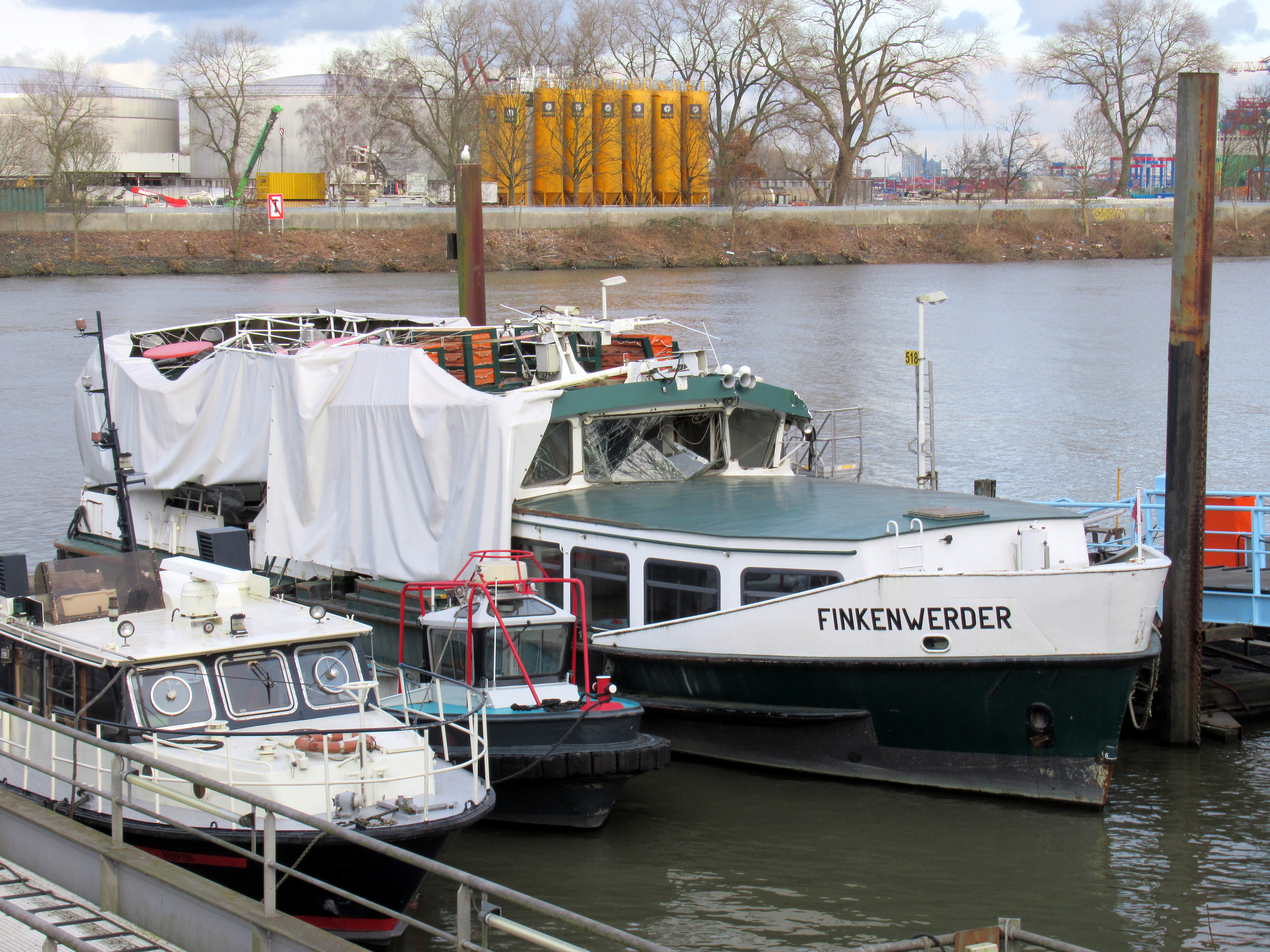
Havarierte „Finkenwerder“ auf der Schiffswerft Cölln in Finkenwerder, März 2023

Am 9. Februar 2019 kollidierte das taiwanische 20.000-TEU-Containerschiff Ever Given mit der am Schiffsanleger Blankenese liegenden Finkenwerder. Die Fähre wurde dabei auf der Backbordseite durch die Bordwand des Containerschiffs und auf der Steuerbordseite durch die Oberkante des Anlegerpontons, gegen den die Fähre gedrückt wurde, erheblich beschädigt. Der Kapitän der Fähre wurde leicht verletzt, zwei weitere Besatzungsmitglieder konnten sich rechtzeitig in Sicherheit bringen und erlitten einen Schock. Eine Seeunfalluntersuchung durch die Bundesstelle für Seeunfalluntersuchung (BSU) wurde nicht vorgenommen (Stand 9. Mai 2022) Laut Recherchen des Hamburger Abendblatts lag „zum Zeitpunkt der Kollision um 9.28 Uhr … die Windgeschwindigkeit in Hamburg … bei fünf bis sechs Beaufort (Südwest). Allerdings wurde nur zwei Minuten nach der Kollision schließlich ein Windfahrverbot von der Revierzentrale Cuxhaven ausgesprochen. Die Windstärken waren zuvor bereits stark zunehmend, außerdem verschärften offenbar Schauer die Wetterlage.“ Laut Angaben der Hamburg Port Authority bestand beim Ablegen der Ever Given um 8:26 Uhr „von der Nordsee bis einschließlich dem Hamburger Hafen kein Windfahrverbot“.
Der Havarist Finkenwerder wurde zunächst zur Pella-Sietas-Werft gebracht, später auf die Schiffswerft von Cölln in Finkenwerder. Unklar war (Stand 2019), ob es zur langwierigen Generalüberholung kommt oder zu einem Neubau mit Tiefgang von nur 80 bis 100 Zentimetern, damit bei jedem Wasserstand der Cranzer Anleger erreicht werden kann. Im Frühjahr 2021 war der Stand so, dass die HADAG eine Verschrottung für angezeigt hält. Ende November 2024 wurde schließlich ein neues Fährschiff des Typs 2030 auf den Namen Finkenwerder getauft.

## Belege
Die Informationen dieses Artikels entstammen zum größten Teil aus
- Olaf Marcinkowski: Die heutigen Schiffe der HADAG. In: Hamburger Nahverkehrs-Nachrichten, 52. Jahrgang Nr. 1, Verein Verkehrsamateure und Museumsbahn e.V. (VVM), Hamburg März 2005, ISSN 0179-3721, S. 11, 13.
- Schiffspark 2007. (PDF; 6 kB) In: hadag.de. HADAG Seetouristik und Fährdienst, Hamburg, 27. Juni 2007, archiviert vom Original (nicht mehr online verfügbar) am 31. Januar 2012.

Darüber hinaus werden folgende Einzelnachweise zitiert:
1. ↑  HADAG Seetouristik und Fährdienst (Hrsg.): Unsere Flotte (Memento vom 22. August 2010 im Internet Archive) Abgerufen am 27. Dezember 2008.
2. ↑  HADAG-Pressestelle: Seit 115 Jahren bringt die HADAG die Pendler sicher über die Elbe. Presseinformation, Hamburg 10. April 2002 (hadag.de (Memento vom 22. Februar 2012 im Internet Archive; PDF; 86 kB)).
3. ↑  Arnold Kludas: Hundert Jahre HADAG-Schiffe 1888–1988. Koehlers Verlagsgesellschaft, Herford 1988, ISBN 3-7822-0446-8, S. 60, 69, 72.
4. 1 2  HADAG-Pressestelle: Das Jahr 2000 war für die HADAG Seetouristik und Fährdienst AG erfolgreich. Pressemitteilung, Hamburg 20. April 2001, S. 3 (hadag.de (Memento vom 28. September 2007 im Internet Archive; PDF; 50 kB))
5. ↑  Christian Hinkelmann: Foto der Finkenwerder im März 1989. In: Elbdampfer-Hamburg.de. Christian Hinkelmann, 11. Dezember 2007, ehemals im Original (nicht mehr online verfügbar); abgerufen am 17. Januar 2009 (keine Mementos). (Seite nicht mehr abrufbar. Suche in Webarchiven)
6. ↑  Christian Hinkelmann: Foto der Altona im Mai 2000. In: Elbdampfer-Hamburg.de. Christian Hinkelmann, 5. Juni 2008, ehemals im Original (nicht mehr online verfügbar); abgerufen am 6. Oktober 2008 (keine Mementos). (Seite nicht mehr abrufbar. Suche in Webarchiven)
7. ↑  Christian Hinkelmann: Jahresrückblick 2016. In: Elbdampfer-Hamburg.de. Christian Hinkelmann, 2017, archiviert vom Original (nicht mehr online verfügbar) am 22. September 2017; abgerufen am 8. Mai 2022 (mit Foto).
8. ↑  HADAG-Pressestelle (Hrsg.): Eine erfreuliche Entwicklung der Fahrgastzahlen im Hafenfähr- und Berufsverkehr 2004. Presseinformation, Hamburg 14. Januar 2005, S. 4 (hadag.de (Memento vom 7. Mai 2007 im Internet Archive; PDF; 238 kB)).
9. ↑  HADAG-Pressestelle (Hrsg.): Das neue elbkartengestützte Radarsystem – HADAG investiert in noch mehr Sicherheit im Schiffsverkehr. Presseinformation, Hamburg 13. Januar 2003 (hadag.de (Memento vom 28. September 2007 im Internet Archive; PDF; 15 kB))
10. ↑  mxw: 400-Meter-Frachter rammt Fähre auf der Elbe. In: Der Spiegel. 9. Februar 2019, abgerufen am 30. März 2021.
11. ↑  Eckhard-Herbert Arndt: BSU: Kein Verfahren wegen Fährkollision. In: Täglicher Hafenbericht vom 23. April 2019, S. 2
12. ↑  Containerriese blockiert wichtigen Kanal: Frachter in Hamburg gefürchtet. In: Tag24. 24. März 2021, abgerufen am 31. März 2021.
13. ↑  Laufende Untersuchungen der BSU. Stand: 9. Mai 2022. In: bsu-bund.de. Bundesstelle für Seeunfalluntersuchung (BSU), 9. Mai 2022, abgerufen am 9. Mai 2022 (eine Untersuchung ist nicht verzeichnet, auch nicht in den Mementos der Website).
14. ↑  Lars Hansen: Cranz hat keine Fährverbindung mehr. Hamburger Abendblatt, 13. Februar 2019, abgerufen am 30. März 2021.
15. ↑  Christoph Heinemann, Matthias Schmoock, Andre Zand-Vakili: Schiffsunfall hat Konsequenzen für Restaurants an der Elbe. In: Hamburger Abendblatt. 12. Februar 2019, abgerufen am 30. März 2021.
16. ↑  Eckhard-Herbert Arndt: Schlagader des globalen Seeverkehrs „dicht“. In: Täglicher Hafenbericht, 25. März 2021, S. 4.
17. ↑  Bürgerschaftspräsidentin tauft HADAG Öko-Fähre „Finkenwerder“. In: hamburg.de. 25. November 2024, abgerufen am 17. Mai 2025.